# Sintimonument Oldenzaal
Het Sintimonument in Oldenzaal is een bronzen beeld van een vioolspelende Sinti-muzikant, staand achter een wiel. Een deel hiervan is een karrenwiel dat het reizende bestaan van de Sinti symboliseert. Het andere deel is het wiel van een trein, dat hun deportatie in de Tweede Wereldoorlog symboliseert. Het beeld staat op een sokkel van Bentheimer zandsteen. Op een Social Sofa in de nabijheid van het monument wordt in mozaïek de geschiedenis van de slachtoffers weergegeven.
Het monument herinnert aan de deportatie van zes leden van de Sintifamilie Weiss: een vader, zijn twee dochters, zijn schoonzoon en twee van zijn kleinkinderen. De familie bestond uit handelaren, vioolbouwers en muzikanten. Sinds nazi-Duitsland in juli 1943 een reisverbod voor woonwagens invoerde, woonden zij in het leegstaande huis van de Joodse familie Cohen in de Poortstraat. Tijdens de landelijke razzia van 16 mei 1944 werden zij door twee leden van de Oldenzaalse marechaussee opgepakt en naar Kamp Westerbork gedeporteerd. Drie dagen later werden zij met het beruchte "zigeunertransport" naar Auschwitz weggevoerd. Ze stierven in verschillende concentratiekampen of tijdens de dodenmarsen.
Het monument is gemaakt door Berend Seiger. Het is op 21 november 2015 onthuld door Zanna Brassem-Weiss, een van de nabestaanden van familie Weiss, in aanwezigheid van haar achternichtje Sabina Achterbergh, voorzitter van de vereniging Sinti, Roma en woonwagenbewoners Nederland, en initiatiefnemer journalist Felix Nijland.  Het bevindt zicht in de Herdenkingstuin te Oldenzaal. De Social Sofa is op 16 mei 2018 onthuld en staat voor het adres Poortstraat 21.
Bij het monument vindt elk jaar op 16 mei een herdenkingsceremonie plaats. Op 4 mei 2019 legde Zanna Brassem-Weiss samen met haar zoon en Sabina Achterbergh een krans op de Dam voor de vervolgde en omgekomen Sinti en Roma.